# Trochosa ruricola
Trochosa ruricola este o specie de păianjeni din genul Trochosa, familia Lycosidae. A fost descrisă pentru prima dată de De Geer, 1778. Conform Catalogue of Life specia Trochosa ruricola nu are subspecii cunoscute.